# Loewinella deemingi
Loewinella deemingi är en tvåvingeart som beskrevs av Jason Gilbert Hayden Londt 1982. Loewinella deemingi ingår i släktet Loewinella och familjen rovflugor.
Artens utbredningsområde är Nigeria. Inga underarter finns listade i Catalogue of Life.